# Erol
Erol ist ein türkischer männlicher Vorname und Familienname.

## Herkunft und Bedeutung
Erol ist ein gebräuchlicher türkischer Vor- und Nachname (Familiennamen wurden in der Türkei erst 1935 unter Atatürk eingeführt). Erol stellt wahrscheinlich eine Kurzform aus den beiden Wörtern „er oğlu“ dar und bedeutet „Held“. Wortwörtlich betrachtet kann „Er“ Mann, mutiger Mann, fähiger Mann oder Soldat bedeuten. Im türkischen Militär ist Er heute noch der niedrigste militärische Rang. „Oğlu“ bedeutet hingegen Sohn.

## Namensträger

### Vorname
- Erol Aksoy (* 1946), türkischer Unternehmer
- Erol Alkan (DJ) (* 1974), britischer DJ und Remixer türkischer Herkunft
- Erol Alkan (Fußballspieler) (* 1994),  niederländisch-türkischer Fußballspieler
- Erol Bilgin (* 1987), türkischer Gewichtheber
- Erol Boralı (* 1943), türkischer Fußballspieler
- Erol Bulut (* 1975), türkischer Fußballspieler
- Erol Dora (* 1964), aramäischer türkischer Anwalt und Parlamentarier
- Erol Erman (1942–2018), türkisch-deutscher Architekt
- Erol Ersek (* 1999), österreichisch-deutscher Basketballspieler
- Erol Kahraman (* 1983), türkischer Eishockeyspieler
- Erol Kaynak (1934–2015), türkischer Fußballspieler und -trainer
- Erol Keskin (1927–2016), türkischer Fußballspieler
- Erol Manisalı (1940–2022), türkischer Journalist, Autor und Wirtschaftsprofessor
- Erol Mutlu (* 1952), türkischer Ringer
- Erol Nowak (* 1975), österreichischer Schauspieler
- Erol Önderoğlu (* 1969), türkischer Journalist
- Erol Özkaraca (* 1963), deutscher Jurist und Politiker türkischer Herkunft
- Erol Pürlü (* 1969), deutscher Islamwissenschafter und Imam
- Erol Sabanov (* 1974), deutscher Fußballspieler
- Erol Sander (* 1968), deutscher Schauspieler türkischer Herkunft
- Erol Seval (* 1970), deutscher Footballspieler und -trainer
- Erol Taş (1926–1998), türkischer Schauspieler
- Erol Togay (1950–2012), türkischer Fußballspieler und -trainer
- Erol Tok (* 1951), türkischer Fußballtrainer
- Erol Uysal (* 1963), türkischer Bildhauer und Maler
- Erol Yanık (* 1944), türkischer Fußballspieler
- Erol Yesilkaya (* 1976), deutsch-türkischer Drehbuchautor
- Erol Yıldırım (* 1944), türkisch-deutscher Schriftsteller und Lehrer
- Erol Yıldız (* 1960), türkischer Soziologe und Autor
- Erol Zavar (* 1964), türkischer Journalist

### Familienname
- Ahmet Erol (1921–2012), türkischer Fußballspieler und -funktionär
- Ali Erol (* 1970), türkischer LGBTI-Aktivist
- Aydan Erol (* 1940), türkischer Vizeadmiral
- Batuhan Arda Erol (* 2002), türkischer Zehnkämpfer
- Esra Erol (Fernsehmoderatorin) (* 1982), türkische Fernsehmoderatorin
- Esra Erol (Fußballspielerin) (* 1985), türkische Fußballspielerin
- Lotte Erol (eigentlich Elsa Salzmann; 1884–1961), österreichisch-deutsche Schauspielerin und Sängerin
- Metin Erol (* 1987), türkischer Fußballtorhüter
- Neşet Erol (* 1946), türkischer Kinderbuchautor, Dramatiker und literarischer Übersetzer
- Safiye Erol (1902–1964), türkische Schriftstellerin und Übersetzerin
- Savaş Erol (* 1952), türkischer Fußballspieler und -trainer
- Sümeyye Erol (* 1997), türkische Leichtathletin

## Erol als Name im englischen Sprachraum
- Erol ist auch eine Variante des englischsprachigen Namens Errol / Erroll. Diese englische Version des Namens leitet sich aus dem Earl ab, einem Adelstitel, der dem des Grafen entspricht.